# Capelio tabularis
Capelio tabularis là một loài thực vật có hoa trong họ Cúc. Loài này được (Thunb.) B.Nord. mô tả khoa học đầu tiên năm 2002.